# Igelstellung (Militär)

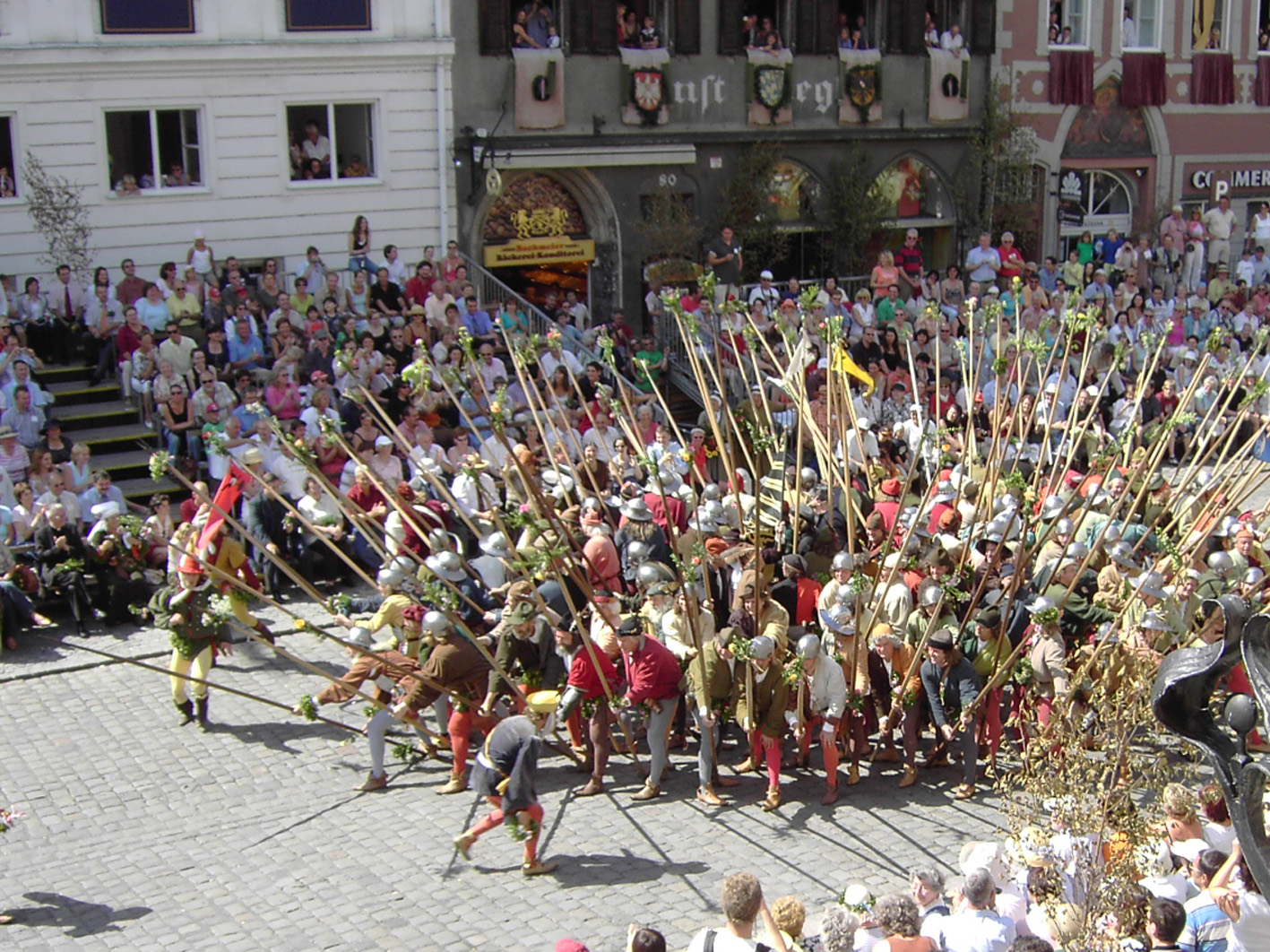
Igel bei der Landshuter Hochzeit

Die Igelstellung (oder kurz Igel) ist eine Verteidigungsstellung der Infanterie und anderer Waffengattungen zur Rundumverteidigung, die von Landsknechten des 14. und 15. Jahrhunderts entwickelt wurde und in veränderter Form bis heute angewandt wird.

## Geschichte
Bereits die Landsknechte des Mittelalters entwickelten einen Igel, um sich gegen angreifende Heere in alle Richtungen zu verteidigen. Die mit Spießen ausgerüsteten Landsknechte bildeten dabei einen Kreis – gestaffelt mit mehreren hintereinander stehenden Reihen – und richteten ihre Spieße gemeinsam nach außen (vgl. Igel). Es handelte sich um eine rein defensive Formation, die etwa einen effektiven Schutz gegen Kavallerie bot. In der moderneren Kriegsführung bezeichnet man die Rundumverteidigung von Gruppen bis zur Bataillonsebene in einer stützpunktartigen Verteidigung als „Igel“.
Auch ein Karree ist eine Form der Igelstellung, bei der sich die mit Musketen bewaffneten Infanteristen in einem dichten Quadrat anordneten. Ein ordnungsgemäßes Karree war aufgrund der dichten Formation zwar ein verlockendes Ziel für Artillerie- oder Musketenfeuer, aber praktisch unverwundbar für Kavallerie.
Nach dem Zusammenbruch der Heeresgruppe Mitte im Jahre 1944 wurde immer offensichtlicher, dass eine zusammenhängende Frontlinie nicht mehr aufrechtzuerhalten war. Die deutsche Wehrmacht verlegte sich auf eine stützpunktartige Verteidigung. Auch in Vietnam wurde der Krieg mit diesem Mittel geführt. In der Bundeswehr werden solche Igelstellungen als Teil des Biwak beständig errichtet. Sämtliche Zeltanordnungen nach der Zentralen Dienstvorschrift 3/11 sollen kreisförmig um das Feuer angelegt werden. Sie gelten als Rückzugspunkt. Entsprechend der Dienstvorschrift müssen Löcher ausgehoben werden und mit einem Erdwall gesichert sein. Darüber wird das Zelt errichtet. Im Falle des Rückzuges aus der eigentlichen Stellung kann der Biwakraum als Igelstellung genutzt werden.

## Aufbau und Wirkung
Um eine Igelstellung zu errichten, benötigte es im Grunde wenig Zeit. Auf engstem Raum werden Schützenlöcher mit Verbindungsgräben errichtet, die um einen zentralen Punkt, meist das entsprechende Hauptquartier, einen Kreis bilden. Diese Stellungen werden nach Möglichkeit und Maßgabe mit Stacheldraht oder Mörsern verstärkt. An entscheidenden Punkten werden leichte oder, falls vorhanden, schwere MGs postiert. Diese relativ schweren Waffen decken den Raum ab, der möglicherweise zu Angriffen am besten geeignet sein könnte, sind aber innerhalb einer Igelstellung schnell verlegbar, um einem anderen Angriff zuvorzukommen. Die einzelnen Stellungen wurden teilweise durch schwere Holzbohlen verstärkt und bildeten so eine Art Kampfbunker für die Besatzung. Es kamen auch Stahlbleche und andere Werkstoffe zum Einsatz, sofern diese Werkstoffe vorhanden waren. Innerhalb der Bundeswehr wird auf solchen Ausbau verzichtet, da der Kampf aus der Igelstellung heraus als taktisch und strategisch grundsätzlich falsch erkannt wurde. Die Biwak-Stellung gilt als letzte Rückzugsmöglichkeit und nicht als fester Punkt der Verteidigung.

## Bewertung
Die Igelstellung ist immer dann ratsam, wenn es keinen Kontakt zu befreundeten Truppen an den Flanken gibt, ein Angriff also aus jeder Richtung kommen kann. Durch eine Verteidigung in jede Richtung ist man gegen Angriffe aus jeder denkbaren Richtung gewappnet. Damit ist jedoch ein Problem der Schwerpunktbildung vorhanden: Wenn man sich in alle Richtungen verteidigt, ist die Verteidigung an jeder Stelle lokal betrachtet sehr viel schwächer. Wenn beispielsweise vier MGs zur Verfügung stehen und jedes davon eine Himmelsrichtung abdecken muss, dann steht bei einem Angriff aus Norden dort nur ein Maschinengewehr zur Verfügung. Bei einer durchgehenden Front können jedoch alle vier MGs nach Norden ausgerichtet werden. Andererseits ist es bei einer Igelstellung dem Feind nicht möglich nach einem Durchbruch die gesamte Front von der Flanke aufzurollen.

## Igelstellung in anderen Zusammenhängen
Igelstellung wird auch in anderen Zusammenhängen benutzt, wie in der Brandbekämpfung oder der Politik. Insgesamt wird dabei die Igelstellung als unvorteilhaft konnotiert. Im Schach ist der Igel eine Eröffnungsart, die ähnliche Motive wie der militärische Igel aufweist.

## Schilderung in Meyers Konversationslexikon
„Die aufblühenden Städte des Hansabundes, vor allem aber die Schweizer Eidgenossenschaft, schufen im 14. und 15. Jahrh. aus dem Bürgertum heraus ein neues Fußvolk, welches mit Hellebarde und Pike den Ritter vom Pferd zwang und, nachdem die Handfeuerwaffen und Geschütze in immer größerer Zahl auf den Schlachtfeldern erschienen, auch den Panzer beseitigte. Die großen, 3-4000 Mann starken Gevierthaufen der Schweizer wurden kleiner bis zu 1000 Mann bei den Landsknechten. Vor ihnen eröffneten die verlornen Knechte mit Arkebuse und Muskete das Gefecht und zogen sich vor dem Angriff der Reiter unter den Schutz der Spieße des hellen Haufens zurück. Dieser machte gegen Kavallerie den Igel, unserm Karree vergleichbar, wobei die Spieße, schräg nach außen gerichtet, mit dem Schuh in die Erde gestemmt wurden.“